# Флетрок
Флетрок (англ. Flatrock) — містечко в Канаді, у провінції Ньюфаундленд і Лабрадор.

## Населення
За даними перепису 2016 року, містечко нараховувало 1683 особи, показавши зростання на 15,5 %, порівняно з 2011 роком. Середня густина населення становила 92,9 осіб/км².
З офіційних мов обома одночасно володіли 80 жителів, тільки англійською — 1 595, тільки французькою — 5.
Працездатне населення становило 73 % усього населення, рівень безробіття — 10,7 % (11,5 % серед чоловіків та 9,8 % серед жінок). 93,9 % осіб були найманими працівниками, а 5,6 % — самозайнятими.
Середній дохід на особу становив $53 467 (медіана $43 584), при цьому для чоловіків — $69 839, а для жінок $36 582 (медіани — $56 096 та $34 816 відповідно).
28,9 % мешканців мали закінчену шкільну освіту, не мали закінченої шкільної освіти — 17,8 %, 53 % мали післяшкільну освіту, з яких 25,9 % мали диплом бакалавра, або вищий, 10 осіб мали вчений ступінь.
| Статево-вікова структура населення | Статево-вікова структура населення | Статево-вікова структура населення | Статево-вікова структура населення | Статево-вікова структура населення |
| ---------------------------------- | ---------------------------------- | ---------------------------------- | ---------------------------------- | ---------------------------------- |
|                                    |                                    |                                    |                                    |                                    |
| Всього                             | Всього                             | 51,0%49,0%                         |                                    |                                    |
| 0 — 14 років                       | 0 — 14 років                       |                                    | 19,9%                              | 19,9%                              |
| 15 — 64 років                      | 15 — 64 років                      |                                    | 71,1%                              | 71,1%                              |
| 65 і більше                        | 65 і більше                        |                                    | 8,9%                               | 8,9%                               |
| 85 і більше                        | 85 і більше                        |                                    | 0,3%                               | 0,3%                               |
| Середній вік (років)               | Середній вік (років)               | 36,237,5                           | 36,8                               | 36,8                               |
| Медіана (років)                    | Медіана (років)                    | 37,637,8                           | 37,7                               | 37,7                               |
| — чоловіки — жінки                 |                                    |                                    |                                    |                                    |

| Походження мешканців:     | Походження мешканців:     | Походження мешканців: | Походження мешканців: | Походження мешканців: |
| ------------------------- | ------------------------- | --------------------- | --------------------- | --------------------- |
| Походження                |                           |                       | осіб                  | %                     |
| Корінні американці        | Корінні американці        |                       | 110                   | 6.55%                 |
| Інше північноамериканське | Інше північноамериканське |                       | 895                   | 53.27%                |
| Європейське               | Європейське               |                       | 1 035                 | 61.61%                |
| британське                | британське                |                       | 985                   | 58.63%                |
| французьке                | французьке                |                       | 150                   | 8.93%                 |

| Зайнятість населення за галузями (за класифікацією NOC): | Зайнятість населення за галузями (за класифікацією NOC): | Зайнятість населення за галузями (за класифікацією NOC): | Зайнятість населення за галузями (за класифікацією NOC): | Зайнятість населення за галузями (за класифікацією NOC): |
| -------------------------------------------------------- | -------------------------------------------------------- | -------------------------------------------------------- | -------------------------------------------------------- | -------------------------------------------------------- |
|                                                          |                                                          |                                                          |                                                          |                                                          |
| Управління                                               | Управління                                               |                                                          | 7,1%                                                     | 7,1%                                                     |
| Бізнес, фінанси та адміністрування                       | Бізнес, фінанси та адміністрування                       |                                                          | 14,8%                                                    | 14,8%                                                    |
| Природничі та прикладні науки                            | Природничі та прикладні науки                            |                                                          | 10,7%                                                    | 10,7%                                                    |
| Охорона здоров'я                                         | Охорона здоров'я                                         |                                                          | 8,7%                                                     | 8,7%                                                     |
| Освіта, правозахист, муніципальні та урядові служби      | Освіта, правозахист, муніципальні та урядові служби      |                                                          | 9,2%                                                     | 9,2%                                                     |
| Мистецтво, культура, відпочинок та спорт                 | Мистецтво, культура, відпочинок та спорт                 |                                                          | 2,6%                                                     | 2,6%                                                     |
| Роздрібна торгівля та послуги                            | Роздрібна торгівля та послуги                            |                                                          | 18,9%                                                    | 18,9%                                                    |
| Гуртова торгівля, транспорт та обладнання                | Гуртова торгівля, транспорт та обладнання                |                                                          | 18,4%                                                    | 18,4%                                                    |
| Природні ресурси, сільське господарство                  | Природні ресурси, сільське господарство                  |                                                          | 6,1%                                                     | 6,1%                                                     |
| Виробництво                                              | Виробництво                                              |                                                          | 1%                                                       | 1%                                                       |

## Клімат
Середня річна температура становить 5 °C, середня максимальна — 19,2 °C, а середня мінімальна — −9,5 °C. Середня річна кількість опадів — 1438 мм.
| Клімат поселення                              | Клімат поселення | Клімат поселення | Клімат поселення | Клімат поселення | Клімат поселення | Клімат поселення | Клімат поселення | Клімат поселення | Клімат поселення | Клімат поселення | Клімат поселення | Клімат поселення | Клімат поселення |
| Показник                                      | Січ.             | Лют.             | Бер.             | Квіт.            | Трав.            | Черв.            | Лип.             | Серп.            | Вер.             | Жовт.            | Лист.            | Груд.            |                  |
| Середній максимум, °C                         | 0,32             | −0,28            | 2,55             | 6,62             | 10,81            | 15,16            | 18,57            | 19,21            | 15,25            | 10,58            | 6,36             | 1,40             |                  |
| Середня температура, °C                       | −4,32            | −4,9             | −2,08            | 1,98             | 6,17             | 10,51            | 15,42            | 16,05            | 12,09            | 7,43             | 3,20             | −1,75            |                  |
| Середній мінімум, °C                          | −8,95            | −9,54            | −6,72            | −2,65            | 1,55             | 5,88             | 12,25            | 12,92            | 8,94             | 4,27             | 0,05             | −4,91            |                  |
| Норма опадів, мм                              | 136              | 123              | 119              | 114              | 98               | 100              | 86               | 103              | 123              | 153              | 140              | 143              |                  |
| Середньомісячна швидкість вітру, м/с          | 8.11             | 7.60             | 7.17             | 6.55             | 5.84             | 5.42             | 5.23             | 5.26             | 5.90             | 6.70             | 7.23             | 7.98             |                  |
| Середньомісячна сонячна радіація, кДж/м²·день | 3981             | 6780             | 10626            | 14084            | 17050            | 19088            | 19313            | 16132            | 12096            | 7161             | 4130             | 3062             |                  |
| --------------------------------------------- | ---------------- | ---------------- | ---------------- | ---------------- | ---------------- | ---------------- | ---------------- | ---------------- | ---------------- | ---------------- | ---------------- | ---------------- | ---------------- |
| Джерело:                                      |                  |                  |                  |                  |                  |                  |                  |                  |                  |                  |                  |                  |                  |